# Rise of Nations: Thrones and Patriots
Rise of Nations: Thrones and Patriots es la expansión del popular videojuego de computadora Rise of Nations, en esta edición se incluyeron nuevas campañas "a la conquista del mundo" con personajes del mundo real, nuevas civilizaciones para acompañarlas, y características nuevas, fue lanzado en 2004.

## Campañas
Las nuevas campañas de Thrones & Patriots están basadas en la historia mundial y ofrecen opciones estratégicas al jugador que afectan a largo plazo la campaña, por ejemplo, en la  campaña de Alejandro Magno el jugador puede elegir, si destruye o no la ciudad Griega de Tebas lo que causa efectos a largo plazo, si uno la destruye  las demás naciones te respetarán más, pero si no, se puede usar la ciudad como cualquier otra, lo que nos dará una ventaja inmediata, otra característica es que en estas campañas no podemos avanzar más de tres edades y comenzaremos en una edad determinada por la época en que la campaña sucedió: esto para evitar incoherencias históricas como luchar la Guerra Fría en la era de la inteligencia artificial, o conquistar como lo hizo Alejandro Magno en la Edad de Piedra. 

### Alejandro Magno
La campaña comienza y transcurre por completo en la Edad Clásica, cuando el padre de Alejandro muere y él tiene que ascender al trono, primero se encarga de reconquistar los territorios que su padre gobernó hasta su muerte, que en ese momento están sumidos en el caos, después de estas victorias Alejandro se enfrenta con los Persas, una de las nuevas civilizaciones de este juego: los Persas están comandados por el rey Darío, Alejandro también conquista Egipto en el camino para después viajar hacia las lejanas tierras de la India, otra nueva civilización. En esta campaña el jugador tiene la oportunidad de conquistar la península itálica en donde habitan las tribus romanas, una conquista que no sucedió en la historia real.

### Napoleón
Esta campaña, que comienza y termina en el Siglo de las Luces, empieza en el fin de la Revolución Francesa cuando el Directorio, los gobernantes actuales de Francia, le encomiendan a Bonaparte misiones de conquista a través de Francia, la isla de Malta y Egipto hasta ser derrotados finalmente por los Mamelucos en el actual Israel, lo que causa que Napoleón vuelva a Francia y dé un golpe de Estado. Sin el senado estorbándole, podrá hacer finalmente su propia diplomacia y pactos comerciales en toda Europa; si el jugador en ese punto sigue los pasos del Napoleón histórico, será exiliado, pero el jugador tiene la oportunidad de conquistar toda Europa y dominarla.

### El Nuevo Mundo
Esta campaña comienza en la Edad de la Pólvora y acaba en el Siglo de las Luces, y es una de las 2 campañas en las que podremos elegir en que bando estamos: podemos estar con los Nativos Americanos, que quieren mantener su estilo de vida antiguo, los conquistadores Europeos, ansiosos de mostrarles sus tesoros a sus respectivos reyes o los estadounidenses que lucharán por conseguir su independencia y a largo plazo ser una superpotencia. En esta campaña encontraremos otras nuevas Civilizaciones como los Estadounidenses, los Holandeses, los Iroqueses o los Lakotas. En esta campaña, a diferencia de su homónimo, el videojuego Age of Empires III, no se puede influenciar a Europa o las tierras de donde los conquistadores vienen.

### La Guerra Fría
Esta campaña comienza al final de la Segunda Guerra Mundial (Edad Moderna); se pueden elegir uno de los dos bandos que son Estados Unidos o la Unión Soviética, que son los únicos países con ejércitos o estados satélites como la OTAN de los Estadounidenses, o el Pacto de Varsovia, de los soviéticos. En esta campaña, aparte de las opciones normales, se podrán hacer misiones de espionaje, que nos ayudarán a conseguir ventajas estratégicas, comprar misiles nucleares y en un escenario paralelo al histórico, lanzarlos, creando una guerra nuclear.

### Maravillas
En Thrones & Patriots encontraremos 3 nuevas maravillas como los Jardines Colgantes de la antigua Babilonia construidos por Nabucodonosor II, la Ciudad Prohibida en China y Fuerte Rojo de Delhi en India.

### Gobierno
En esta Expansión podremos construir un nuevo edificio llamado Senado, en el que podremos elegir que gobierno tener, iniciando en la Edad Clásica, en total hay 6 gobiernos que podemos dividir en: las épocas en que los elegimos, que son 3 (Clásica, Edad de la Pólvora e Industrial) y en económico y militar. Cada gobierno nos proporcionara un Patriota que tiene todos los usos que un general tiene y ventajas especiales dependiendo del tipo de gobierno.
|           | Edad Clásica | Edad de la Pólvora | Edad Industrial |
| --------- | --- | --- | --- |
| Económico | República: sistema en el que están al mando los representantes elegidos por los ciudadanos y que pueden (o no) representar la voluntad del pueblo. Se aumenta el límite de comercio, Patriota Senador. | Democracia: sistema de gobierno en el que los ciudadanos eligen a sus gobernantes y que estos representan la voluntad del pueblo. Las tecnologías de la biblioteca cuestan menos, Patriota Presidente. | Capitalismo: Sistema de gobierno en el que la producción y la distribución de bienes se rigen según un mercado libre y competitivo. Se recibe +100 producción de petróleo y 500 unidades de él, Patriota Jefe.                                 |
| Militar   | Despotismo: Sistema de gobierno en el que el poder recae en manos de un tirano con poder absoluto. La investigación y las unidades militares cuestan menos, Patriota Déspota.                          | Monarquía: Sistema de gobierno en el que se designa un soberano por orden hereditario. La caballería cuesta menos y se crea antes, Patriota Rey.                                                       | Socialismo: Sistema de gobierno en el que la producción y distribución de bienes se rigen según las necesidades de la población. Las unidades de la fábrica, la base aérea y el muelle se crean más rápido y cuestan menos, Patriota Camarada. |